# Красовский сельский совет (Криворожский район)
Красовский сельский совет (укр. Красівська сільська рада) — входит в состав Криворожского района Днепропетровской области Украины.
Административный центр сельского совета находится в селе Красовское.

## Населённые пункты совета
- с. Красовское
- с. Водяное
- с. Красное
- пос. Новые Садки
- с. Новожитомир
- с. Садовое
- с. Суворовка
- с. Трудовое